# Црква Свете Тројице - Југовићи (Гацко)
Тројицина црква у Југовићима је храм који се налази на највећој надморској висини на територији Епархије Захумско-херцеговачке и Приморске,тј. на висини 1248 м. Тај свети храм је, у потоње двије године, обновљен трудом мјештана и потомака Југовића. Нема поузданих података о старости цркве. Народно предање и ову цркву везује за средњи вијек, и по том предању су је подигли чобани који су у току љета изгонили стоку на пашњаке у Гатачкој површи. Предање каже да су то били Немањића чобани. Црква је обновљена 1881. године.

## Галерија
- Sv. Trojica (1774)